# Aixa Villagrán
Aixa Villagrán (Sevilla, 12 de juliol de 1978) és una actriu de cinema, teatre i televisió espanyola.

## Biografia
Es va criar a Sevilla, des de molt petita es va sentir atreta per la interpretació. Educada en un entorn on el teatre, el cinema i la música jugaven un paper essencial, Aixa puja per primera vegada als escenaris amb onze anys recitant El Romancero Viejo i interpretant autors com Lorca, Cervantes o Valle Inclán a que a la seva escola, Colegio Aljarafe, l'assignatura de teatre era obligatòria.
Als 20 anys es trasllada a Madrid per a estudiar interpretació en l'Estudi d'Actor Juan Carlos Corazza don aconsegueix una beca per a acabar la seva formació a Mèxic a l'escola de Patricia Reyes Spíndola. Durant la seva estada a Mèxic DF ingressa en la companyia de teatre del Centro Nacional de las Artes (CNA).
Després del seu retorn a Madrid amb 22 anys, roda els seus primers llargmetratges W.C. d'Enio Mejía i Carlos contra el mundo de Chiqui Carabante. Des de llavors se l'ha pogut veure-la a pel·lícules com "Mataharis" d'Icíar Bollaín, "Rose et Noir" de Gérard Jugnot, Amador de Fernando León de Aranoa, "María (y los demás)" de Nely Reguera; muntatges teatrals com "Érase un vez" de David Trueba, "Río Seguro" de Carolina Román i sèries com "Vergüenza" de Juan Cavestany, "Qué fue de Jorge Sanz" de David Trueba.
En 2019 estrena "Vida perfecta" de Leticia Dolera, sèrie seleccionada per a representar a Espanya en el reconegut Festival Canes Sèries on va ser guardonada amb el premi a millor interpretació al costat de les seves companyes protagonistes.
La seva passió pel teatre la porta a escriure Mejunjes, peça curta que s'ha interpretat a Madrid, Sevilla, Almeria, Barcelona, Segòvia, Buenos Aires, Mexico DF.

## Filmografia[7]

### Cinema[8]
| Any  | Pel·lícula                                    | Director/a              |
| ---- | --------------------------------------------- | ----------------------- |
| 2022 | En los márgenes                               | Juan Diego Botto        |
| 2021 | Donde caben dos                               | Paco Caballero          |
| 2021 | Loco por ella                                 | Dani de la Orden        |
| 2019 | Violeta no coge el ascensor                   | Mamen Díaz              |
| 2016 | María (y los demás)                           | Nely Reguera            |
| 2016 | Kiki, el amor se hace                         | Paco León               |
| 2010 | Amador                                        | Fernando León de Aranoa |
| 2009 | Rose et Noir                                  | Gérard Jugnot           |
| 2008 | Mortadelo y Filemón: Misión salvar el planeta | Miguel Bardem           |
| 2007 | Mataharis                                     | Icíar Bollaín           |
| 2006 | Los Managers                                  | Fernando Guillén Cuervo |
| 2005 | W.C.                                          | Enio Mejía              |
| 2003 | Carlos contra el mundo                        | Chiqui Carabante        |

### Curtmetratges[8]
| Any  | Curtmetratges                  | Director/a     |
| ---- | ------------------------------ | -------------- |
| 2014 | No sabes la suerte que tienes  | Gabriel Beitia |
|      | La mala tarde d'Urbano Cejuela | David Trueba   |

### Sèries de Televisió[8]
| Any         | Sèrie                   | Cadena    | Notes       |
| ----------- | ----------------------- | --------- | ----------- |
| 2023        | La mesías               | Movistar+ | 3 episodis  |
| 2022        | La chica de nieve       | Netflix   | 6 episodis  |
| 2019 - 2021 | Vida perfecta           | Movistar+ | 8 episodis  |
| 2019        | Derecho a soñar         | TVE1      | 42 episodis |
| 2018        | Arde Madrid             | Movistar+ | 1 episodi   |
| 2016 - 2018 | Allí Abajo              | Antena 3  | 30 episodis |
| 2017        | Verguenza               | Movistar+ | 1 episodi   |
| 2014        | S.O.P.A                 | La 2      | Webserie    |
| 2016 - 2017 | ¿Qué fue de Jorge Sanz? | Movistar  | 2 episodis  |
| 2009        | Los hombres de Paco     | Antena 3  | 21 episodis |
| 2008 - 2010 | La Tira                 | La Sexta  |             |
| 2008        | Los Serrano             | Telecinco | 1 episodi   |
| 2006        | SMS, sin miedo a soñar  | La Sexta  | 4 episodis  |
| 2006        | Mujeres                 | La 2      | 2 episodis  |

### Teatre[7]
| Muntatge                        | Director            |
| ------------------------------- | ------------------- |
| La Ciudad Borracha              | Enio Mejía          |
| Río Seguro                      | Carolina Román      |
| Yerma                           | Ramón Resino        |
| Cuadro Poético: Romancero Viejo | Ramón Resino        |
| Los entremeses de Cervantes     | Ramón Resino        |
| La extraña pareja               | Catalina Lladó      |
| Noches d'Encarna Viva           | Guillermo Rodriguez |
| Hallewin                        | Alberto Farrés      |
| Juglares                        | Flavia Velasco      |
| Érase una vez                   | David Trueba        |
| Luciérnagas                     | Carolina Román      |
| Los cien hijos del presidente   | Juanma Pina         |
| Y si...                         | Miguel Alcantud     |

## Premis i nominacions

### Premis Feroz
| Any  | Categoria                                 | Producció     | Resultat |
| ---- | ----------------------------------------- | ------------- | -------- |
| 2020 | Millor actriu de repartiment en una sèrie | Vida perfecta | Nominada |

### Fotogramas de Plata
| Any  | Categoria                  | Producció     | Resultat        |
| ---- | -------------------------- | ------------- | --------------- |
| 2020 | Millor Actriu de Televisió | Vida perfecta | Per celebrar-se |

### Premis Union de Actores
| Any  | Categoria                             | Producció     | Resultay |
| ---- | ------------------------------------- | ------------- | -------- |
| 2020 | Millor Actriu Secundària de Televisió | Vida perfecta | Nominada |

### Cannes Series
| Any  | Categoria                      | Producció     | Resultat   |
| ---- | ------------------------------ | ------------- | ---------- |
| 2019 | Premi Especial d'Interpretació | Vida perfecta | Guanyadora |